# سانتانا دو إيتاري
سانتانا دو إيتاري بلدية في ولاية بارانا في المنطقة الجنوبية من البرازيل.   